# Hermann Paul Müller
Hermann Paul Müller (Bielefeld, 21 november 1909 – Ingolstadt, 31 december 1975) was een Duits auto- en motorcoureur. Zijn naam werd vaak afgekort tot H.P. Müller of Happi Müller.

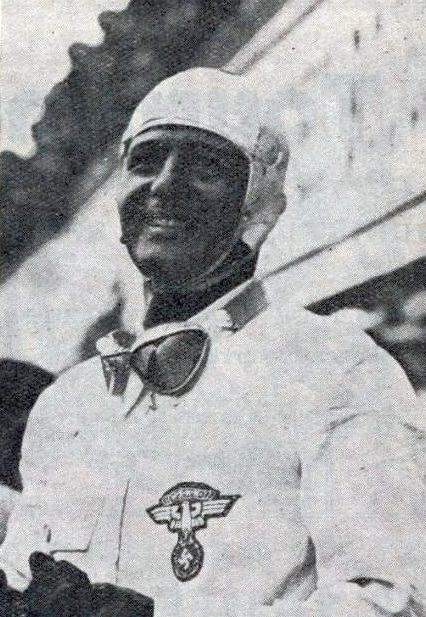
Hermann Paul Müller na zijn overwinning in de Grand Prix de l'ACF in het seizoen 1939.

## Carrière
H. P. Müller, ’Happi’ zoals hij zichzelf vaak noemde, begon zijn motorsportcarrière in 1929 op een Imperia. Voor DKW werd hij in 1936 vice-Europees kampioen in de 500cc-klasse. Datzelfde jaar werd hij Duits kampioen in de 500cc-klasse.
In 1937 maakte Müller de overstap naar de autorenstal van Auto Union. Het Grand-prixseizoen 1939 was zijn sterkste; hij won met zijn wagen de Grote Prijs van Frankrijk en werd tweede bij de Grand Prix van Duitsland. Onder normale omstandigheden zou hij in 1939 Europees kampioen geworden zijn, maar deze editie is omstreden.
In de Tweede Wereldoorlog was Müller werkzaam in de vliegtuigfabriek in Łódź (toentertijd Litzmannstadt) en hij was na 1945 dwangarbeider in Chemnitz. 
Na zijn terugkeer naar West-Duitsland begon hij weer met motorracen. Op DKW was hij tussen 1947 en 1951 viermaal Duits kampioen. 
Duitsland was in die tijd nog uitgesloten van deelname aan het wereldkampioenschap wegrace, dat in 1949 was opgestart. Pas in 1952 mochten de Duitsers deelnemen. 

### WK-seizoen 1952
Hermann Paul Müller debuteerde in het seizoen 1952 in het wereldkampioenschap wegrace. Hij was toen nog privérijder en kwam pas aan de start in de laatste Grand Prix, die van Spanje, waar hij met een Mondial 125 Monoalbero-productieracer vijfde werd.

### WK-seizoen 1953
In het seizoen 1953 trad hij in dienst van MV Agusta, dat hem wilde inzetten in de 500cc-klasse. Het werd een grotendeels verloren jaar: MV Agusta stuurde alleen Les Graham en Carlo Bandirola naar de TT van Man, maar Graham verloor daar het leven en MV Agusta trok het 500cc-team voor het grootste deel van het seizoen terug. Müller bood zijn diensten aan bij Fritz Kleemann en Roland Schnell, die wilden proberen hun Horex-machines aan de start van de Grand Prix van Zwitserland te brengen. Müller scoorde er echter geen punten mee en MV Agusta besloot in haar thuis-Grand Prix, de GP des Nations, te starten. Müller eindigde daar als zesde en scoorde zo één punt in het WK.

### WK-seizoen 1954
In het seizoen 1954 trad hij toe tot het fabrieksteam van NSU, dat in 1953 met Werner Haas al wereldkampioen 125- en 250 cc was geworden. Met de NSU Rennmax finishte hij in de eerste race, de GP van Frankrijk als tweede, slechts 0,3 seconde achter Haas. Na podiumplaatsen in de Ulster Grand Prix, de TT van Assen en de GP van Zwitserland sloot hij het seizoen als in beide klassen derde af. De nieuwe 125cc-wereldkampioen Rupert Hollaus verongelukte tijdens de trainingen van de GP des Nations, waarna NSU zich voorgoed terugtrok uit de wegrace en zelfs het seizoen niet afmaakte. 

### WK-seizoen 1955
Zonder fabriekssteun van NSU kwam Hermann Paul Müller in het seizoen 1955 als privérijder aan de start. Snelle fabrieksracers waren er niet veel meer, nu de NSU Rennmax was verdwenen, de Moto Guzzi Bialbero 250 aan het einde van zijn ontwikkeling kwam en de MV Agusta 203 Bialbero zoals de naam al zegt nog geen volwaardige 250cc-machine was. Karl Kleinbach had echter buiten de NSU-fabriek om een productieracer gebouwd op basis van een NSU Max 251 OSB, de NSU Sportmax. Die machine leverde 10 pk minder dan een Rennmax, maar Georg Braun was er in de Zwitserse GP van '54 toch tweede mee geworden. Müller schafte zich zo'n Sportmax aan en werd meteen derde in de TT van Man. In de GP van Duitsland waren de Sportmaxen erg succesvol, met Müller als eerste en Wolfgang Brand als tweede. In de TT van Assen werd Müller slechts derde, maar winnaar Luigi Taveri en tweede man Umberto Masetti waren geen bedreiging voor hem. Müller moest zijn derde plaats echter achter de groene tafel bevechten, omdat Bill Lomas tot winnaar was verklaard hoewel hij onreglementair met draaiende motor getankt had. De zesde plaats in de Ulster Grand Prix en de vierde plaats in de GP des Nations waren vervolgens voldoende om de wereldtitel veilig te stellen.
"Happi" Müller was inmiddels 45 jaar oud en besloot zijn WK-carrière te beëindigen. In juli 1956 zette hij 27 nieuwe wereldsnelheidsrecords neer met NSU's in de 125, 250 en 350 cc-klasse op de Bonneville-zoutvlakte in Utah. Daarna werkte hij bij de Auto Union in Ingolstadt, waar hij ook in 1975 na een lang ziekbed overleed.

## Wereldkampioenschap wegrace resultaten
(Races in cursief geven de snelste ronde aan, punten (tussen haakjes)  zijn inclusief streepresultaten)
| Jaar | Klasse | Team      | Motorfiets             | 1     | 2     | 3     | 4     | 5     | 6      | 7       | 8     | 9     | Punten  | Plaats | Overwinningen | Wereldkampioen                                 |
| ---- | ------ | --------- | ---------------------- | ----- | ----- | ----- | ----- | ----- | ------ | ------- | ----- | ----- | ------- | ------ | ------------- | ---------------------------------------------- |
| 1952 | 125 cc | Privé     | Mondial 125 Monoalbero |       | IOM - | NED - |       | DUI - | ULS -  | NAT -   | SPA 5 |       | 2       | 15e    | 0             | Cecil Sandford, MV Agusta 125 Bialbero         |
| 1953 | 350 cc | Horex     | Schnell-Horex 350      | IOM - | NED - | BEL - | DUI - | FRA - | ULS -  | ZWI 7   | NAT 7 |       | 0       | -      | 0             | Fergus Anderson, Moto Guzzi Monocilindrica 350 |
| 1953 | 500 cc | MV Agusta | 500 4C                 | IOM - | NED - | BEL - | DUI - | FRA - | ULS -  |         | NAT 6 | SPA - | 1       | 17e    | 0             | Geoff Duke, Gilera 500 4C                      |
| 1953 | 500 cc | Horex     | Horex 500              |       |       |       |       |       |        | ZWI DNF |       |       | 1       | 17e    | 0             | Geoff Duke, Gilera 500 4C                      |
| 1954 | 125 cc | NSU       | NSU Rennfox            |       | IOM - | ULS 2 |       | NED 2 | DUI 4  |         | NAT - | SPA - | 15      | 3e     | 0             | Rupert Hollaus, NSU Rennfox (postuum)          |
| 1954 | 250 cc | NSU       | NSU Rennmax            | FRA 2 | IOM 4 | ULS 3 |       | NED 5 | DUI 14 | ZWI 3   | NAT - |       | 17 (19) | 3e     | 0             | Werner Haas, NSU Rennmax                       |
| 1955 | 250 cc | Privé     | NSU Sportmax           |       |       | IOM 3 | DUI 1 |       | NED 3  | ULS 6   | NAT 4 |       | 19 (20) | 1e     | 1             | Hermann Paul Müller, NSU Sportmax              |